# Dissodon imbricatus
Dissodon imbricatus là một loài rêu trong họ Splachnaceae. Loài này được (Thwaites & Mitt.) A. Jaeger mô tả khoa học đầu tiên năm 1874.